# Formula Renault 2.0 Sweden
Formula Renault 2.0 Sweden är ett svenskt Formel Renault 2.0-mästerskap som kördes första gången 2009. Tidigare fanns det en skandinavisk serie som hette Formula Renault 2.0 Nordic Cup, den lades ned 2006.

## Säsonger
| År   | Mästare          | Tvåa           | Trea             |
| ---- | ---------------- | -------------- | ---------------- |
| 2009 | Felix Rosenqvist | Daniel Roos    | Tom Blomqvist    |
| 2010 | Daniel Roos      | Kevin Kleveros | Mattias Lindberg |